# 本教寺 (豊島区)

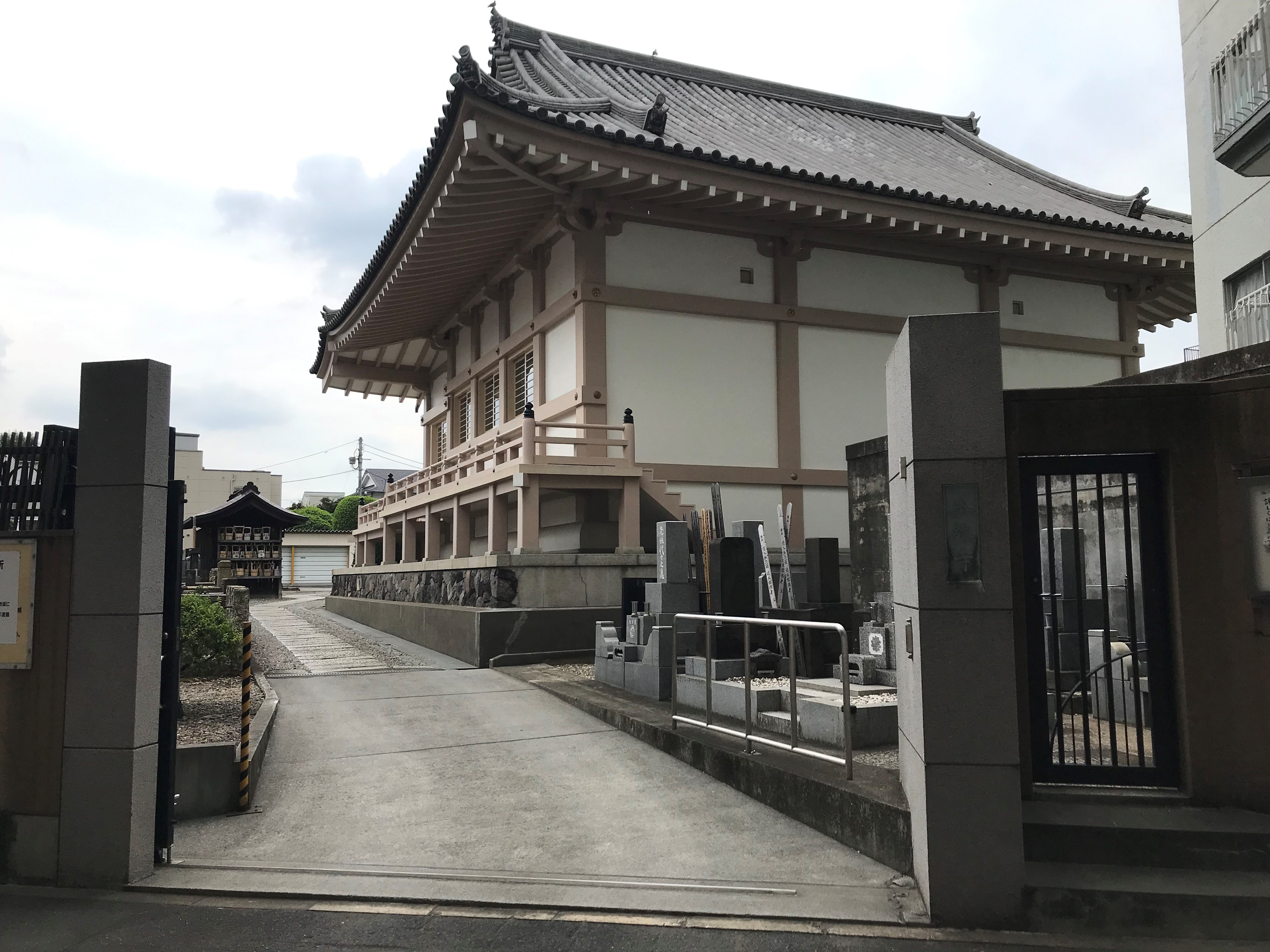

本教寺（ほんきょうじ）は、東京都豊島区にある日蓮宗（顕本法華宗）系の単立寺院。

## 歴史
1611年（慶長16年）、日安によって開山された。かつては「東纏山本染寺」と称していたが、1907年（明治40年）に浅草の「本立寺」を合併し、「妙学山本教寺」と称した。
墓地には、浮世絵師の歌川豊春や俳人の服部嵐雪の墓がある。

## 交通アクセス
- 東池袋駅より徒歩2分。